# Număr Devlali
Un număr Devlali sau număr columbian (în engleză Self number sau Colombian number) este un număr ce nu poate fi scris ca n + S(n), unde n este un număr întreg, iar S(n) este suma cifrelor lui n. Au fost descoperite de matematicianul indian D. R. Kaprekar care s-a născut în orașul Devlali.

## Exemple
Primele numere Devlali în baza 10 sunt:
1, 3, 5, 7, 9, 20, 31, 42, 53, 64, 75, 86, 97, 108, 110, 121, 132, 143, 154, 165, 176, 187, 198... 
Numerele Devlali care sunt și numere prime se numesc prime Devlali sau prime columbiene.
Primele numere prime Devlali în baza 10 sunt:
3, 5, 7, 31, 53, 97, 211, 233, 277, 367, 389, 457, 479, 547, 569, 613, 659, 727, 839, 883, 929, 1021, 1087, 1109, 1223, 1289, 1447, 1559, 1627, 1693, 1783, 1873, ... 

## Relație de recurență
Următoarea relație de recurență generează numere Devlali în baza 10: 
{\displaystyle C_{k}=8\cdot 10^{k-1}+C_{k-1}+8}
(cu C1 = 9)
În sistem binar relația de recurență este:
{\displaystyle C_{k}=2^{j}+C_{k-1}+1\,}
(unde j reprezintă numărul de cifre), astfel putem generaliza o relație de recurență pentru a genera numere în orice bază b:
{\displaystyle C_{k}=(b-2)b^{k-1}+C_{k-1}+(b-2)\,}
unde C1 = b − 1 pentru baze de numerație pare C1 = b − 2 pentru baze impare.
Existența acestor relații de recurență arată că pentru orice bază există infinit de multe numere Devlali.